# Тартар (Граубюнден)
Тартар (нем. Tartar) — деревня и бывшая коммуна в Швейцарии, в кантоне Граубюнден.
1 января 2010 года вместе с коммунами Сарн, Портайн и Прец вошла в состав коммуны Кацис. Входит в состав региона Виамала (до 2015 года входила в округ Хинтеррайн).
Население составляет 173 человека (на 31 декабря 2006 года). Официальный код — 3667.